# Габичче-Маре
Габичче-Маре (итал. Gabicce Mare) — коммуна в Италии, располагается в регионе Марке, в провинции Пезаро-э-Урбино.
Население составляет 5901 человек (2008 г.), плотность населения составляет 1 216,70 чел./км². Занимает площадь 5 км². Почтовый индекс — 61011. Телефонный код — 0541.
Покровителями коммуны почитаются Пресвятая Богородица (Immacolata Concezione) и святой Эрмет Римский, празднование 28 августа.

## Демография
Динамика населения:

## Администрация коммуны
- Официальный сайт: http://www.comune.gabicce-mare.ps.it